# 董道圣
董道圣（1934年6月—2023年2月6日），山西曲沃人，中国人民解放军正军职退休干部、宁夏军区原政委。

## 生平
董道圣1951年3月入伍，1956年8月加入中国共产党。历任见习干事、助理员、干事、副科长、科长、副部长、部长，山西省军区副政委，北京卫戍区政治部主任等职。
2023年2月6日，董道圣因病于北京逝世，享年88岁。讣告刊登在5月13日的《解放军报》。